# MAN SÜ 242
MAN SÜ 242 – autobus standardowy VÖV drugiej generacji, produkcji MAN Nutzfahrzeuge. Produkowany był w latach 1987−1998; zastąpił on poprzednika – MAN SÜ 240.

## SÜ 242, a SL 202
Autobus opierał się głównie na miejskiej wersji SL 202.
W przeciwieństwie do modelu SL 202, długość pojazdu SÜ 242 została przedłużona o 190 mm, a rozstaw osi o 150 mm. Przy 14 rzędach siedzeń są dostępnych jest 53 miejsc siedzących dla pasażerów. Autobusy były fabrycznie wyposażane w systemy ABS i ASR. Posiadały także drzwi odskokowe, w przedniej części jednoskrzydłowe, w tylnej – dwuskrzydłowe.